# Vuelo 2254 de Atlantic Southeast Airlines
El 9 de abril de 1990, el vuelo 2254 de Atlantic Southeast Airlines desde Muscle Shoals con escala en Gadsden y destino final en Atlanta, Georgia se vio implicado en una colisión aérea con una Cessna 172 sobre Gadsden provocando la muerte tanto del piloto como del pasajero de la Cessna 172.

## Accidente

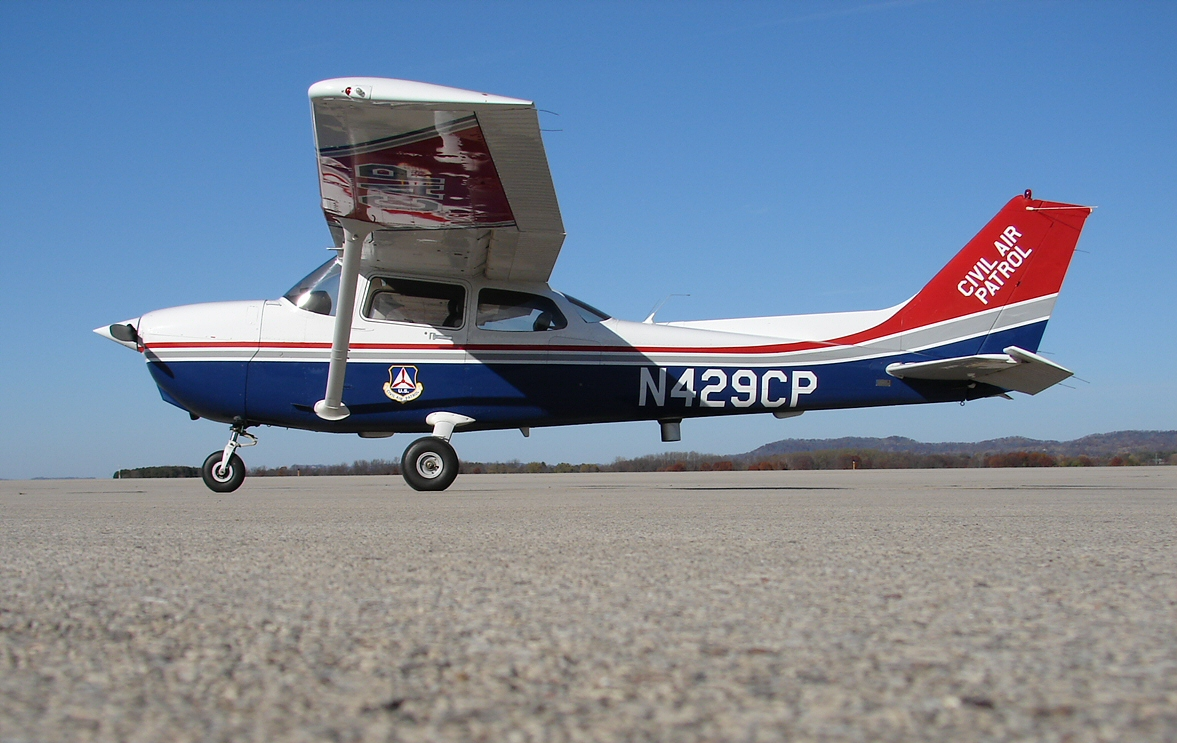
Un Cessna 172 de la Patrulla Civil Aérea, similar a la aeronave involucrada en el accidente.

El vuelo 2254 de Atlantic Southeast Airlines, operado bajo la normativa 14 CFR 135 con un Embraer EMB 120 Brasilia, registro N217AS desde Muscle Shoals (Alabama) a Atlanta, Georgia con una escala intermedia en el Aeropuerto Regional del Noreste de Alabama en Gadsden (Alabama) colisionó en el aire con un Cessna 172 de la Patrulla Civil Aérea registro N99501 el 9 de abril de 1990 sobre Gadsden. Tras el despegue del aeropuerto regional del Noreste de Alabama por la pista 24, el vuelo de ASA viró a la izquierda para poner rumbo al este como estaba previsto en su plan de vuelo a Atlanta a una altitud asignada de 5.000 pies. El Cessna 172 se encontraba en dirección oeste a la misma altitud, con el sol de frente. Durante la colisión frontal a las 6:05 p. m. CST, el estabilizador horizontal derecho del Embraer se separó de la aeronave. Pese a los importantes daños, el vuelo de ASA logró regresar al Aeropuerto Regional del Noreste de Alabama sin registrarse ningún herido entre sus ocupantes, el Cessna 172 cayó en un campo, causando la muerte a ambos ocupantes. Un testigo ocular del accidente afirmó no haber visto efectuar ninguna maniobra evasiva por parte de ninguno de los aviones.

## Causa probable
La causa probable del accidente la atribuyó la NTSB al “inadecuado control visual por parte de los pilotos de ambas aeronaves lo que provocó un error en la técnica de ver y esquivar el tráfico en mismo rumbo. Un factor que contribuyó al accidente fue el destello solar, que restringía la visión del piloto de la Cessna 172.”